# Municipio de Woodhull
El municipio de Woodhull (en inglés: Woodhull Township) es un municipio ubicado en el condado de Shiawassee en el estado estadounidense de Míchigan. En el año 2010 tenía una población de 3810 habitantes y una densidad poblacional de 53,7 personas por km².

## Geografía
El municipio de Woodhull se encuentra ubicado en las coordenadas 42°48′48″N 84°19′7″O / 42.81333, -84.31861. Según la Oficina del Censo de los Estados Unidos, el municipio tiene una superficie total de 70.94 km², de la cual 66.1 km² corresponden a tierra firme y (6.83%) 4.85 km² es agua.

## Demografía
Según el censo de 2010, había 3810 personas residiendo en el municipio de Woodhull. La densidad de población era de 53,7 hab./km². De los 3810 habitantes, el municipio de Woodhull estaba compuesto por el 96.09% blancos, el 0.68% eran afroamericanos, el 0.68% eran amerindios, el 0.26% eran asiáticos, el 0.1% eran isleños del Pacífico, el 0.5% eran de otras razas y el 1.68% pertenecían a dos o más razas. Del total de la población el 1.36% eran hispanos o latinos de cualquier raza.